# Georg Klaus
Georg Klaus (Núremberg, 28 de diciembre de 1912-Berlín Este, 29 de julio de 1974) fue un filósofo y ajedrecista alemán.

## Biografía
Klaus fue el tercer hijo del obrero de fundición Georg Heinrich Klaus. En 1932 inició estudios de matemáticas en la Universidad de Erlangen. En ese período ingresó en el Partido Comunista de Alemania (KPD) y por sus actividades políticas fue detenido en 1933, siendo procesado y condenado por alta traición. Pasó dos años en la cárcel de Núremberg y después fue sometido a otros tres años de reclusión cautelar (Schutzhaft) hasta 1939 en el campo de concentración de Dachau. Después de su puesta en libertad, trabajó en fábricas de lápices de Núremberg (Faber-Castell y Schwan-Bleistift).
Durante la Segunda Guerra Mundial fue movilizado por la Wehrmacht en 1943 y enviado al frente oriental. A causa de una perforación pulmonar por herida de bala permaneció largo tiempo en un hospital militar hasta que en 1945 fue hecho prisionero por los aliados, esta vez en el frente occidental. Después de salir en libertad, en 1945/46 fue director de la editorial Thüringer Volk en Sonneberg (Turingia); en septiembre de 1945 pasó a ser presidente comunal del KPD y en 1946 del Partido Socialista Unificado de Alemania (SED) en Sonneberg. Durante 1946/47 asistió a la Escuela Karl Marx del SED, y asumió a continuación el cargo de secretario de la dirección regional del partido en Turingia.
En 1947 reinició sus estudios en Jena y se graduó en 1948 como doctor en ciencias de la educación. Después de trabajar como docente y de obtener su habilitación, en 1950 asumió en la Universidad de Jena una cátedra de materialismo dialéctico e histórico. En 1953 fue nombrado director del Instituto de Filosofía de la Universidad Humboldt de Berlín y se hizo cargo de la cátedra de Lógica y Epistemología (de la que en su época había sido titular Hegel). En 1959 ingresó en la Academia de ciencias de la RDA, en la que se hizo cargo de la dirección del departamento de «Textos de historia de la filosofía». Bajo su responsabilidad, y contando con un número creciente de colaboradores, inicialmente unos 20 y al final unos 140, se desarrolló sobre esta base el Instituto de Filosofía de la Academia (lo que finalmente fue el «Instituto Central de Filosofía» de la Academia). En 1961, Klaus fue elegido miembro ordinario de la Academia de Ciencias. 
Klaus tuvo dos matrimonios. Del primero de estos matrimonios tenía una hija. En el segundo formaban parte de la familia las dos hijas de su esposa Elfriede. La familia principalmente residió los suburbios de Berlín Este, durante el último período en Berlin-Wilhelmshagen.

## Áreas de trabajo
Entre las preocupaciones filosóficas de Georg Klaus se contaba el nexo de su filosofía con las ciencias modernas. Había detectado el hecho de que en esta materia existían retrasos considerables en cuanto a su recepción por parte de la filosofía. A mediados del siglo XX la filosofía marxista tenía grandes dificultades en cuanto a una concepción materialista de la matemática y la lógica, en relación con los resultados más recientes de la física (por ejemplo sobre el espacio y el tiempo), así como con disciplinas tales como la semiótica y la cibernética. Así se explica que Klaus se haya dedicado intensivamente a la lógica moderna, la cibernética, la semiótica, así como con una metodología general de las ciencias. En sus respectivos trabajos siempre incorporó el rechazo de las interpretaciones acientíficas y dogmáticas de los resultados de la investigación científica.
A partir de 1954, Klaus empezó a dictar una cátedra de dos semestres sobre lógica en el Instituto de Filosofía de la Universidad Humboldt de Berlín, entendiendo por lógica su forma moderna, denominada lógica matemática. Esta cátedra sirvió de base para sus escritos posteriores, publicados en varias ediciones sucesivamente mejoradas y ampliadas, acerca de la lógica moderna (ver obra). En el marco de esta cátedra, Klaus desarrolló también una polémica aguda en contra de ciertas interpretaciones filosóficas, a su juicio, equivocadas de la lógica moderna, como por ejemplo la lógica formal en el sentido de David Hilbert. Su crítica rigurosa de la valoración filosófica de la lógica por parte del marxista húngaro Béla Fogarasi le significó más de una reprimenda en la RDA.
Después de su traslado a la Academia de Ciencias de la RDA, donde empezó dirigiendo el departamento de «Textos de historia de la filosofía», Klaus participó en la publicación de escritos del área de la historia de la filosofía, dotándoles de detallados prefacios y notas científicas. Klaus disponía de amplios conocimientos en materia de historia de la filosofía. Por tanto es equivocado considerar a Georg Klaus – como con frecuencia ocurre – exclusivamente como el «filósofo de la cibernética».
Por otra parte es cierto que la cibernética y sus áreas específicas (teoría de sistemas, teoría de la regulación, teoría de control, teoría de la información y de la comunicación, teoría de juegos) se cuentan entre las áreas prioritarias tratadas por Klaus. En el caso de la cibernética tampoco le bastó con un análisis desde el punto de vista de la teoría de las ciencias y la filosofía, tanto de la propia cibernética como de sus áreas y sus posibles aplicaciones en otras disciplinas, sino que también trató de crear las premisas políticas y organizativas para avanzar en esta materia. En la Academia de Ciencias esto llevó a la formación de una «comisión de cibernética», convocada por el entonces secretario general de la misma. Georg Klaus se hizo cargo de la dirección de esta comisión, siendo apoyado por sus alumnos Rainer Thiel y Heinz Liebscher. La comisión estaba integrada por científicos de renombre de la RDA, representantes de aquellas especialidades en las que los enfoques ciberneticos e informacionales parecían prometer mayores progresos científicos. El objetivo políticos del trabajo de la comisión consistía en elaborar una memoria detallada, en la que se recogieran el estado de la investigación y los requerimientos futuros en relación con el empleo de los enfoques cibernéticos.
En 1963, con su artículo «Tesoros por descubrir. Consideraciones epistemológicas acerca de la llamada teoría del talento», aparecido en el semanario Sonntag, No. 20, Klaus dio inicio en la RDA a una reorientación desde un enfoque determinado, hasta entonces, puramente por el entorno, hacia un tipo de enfoque más complejo.
Paralelamente a sus investigaciones en teoría de las ciencias y metodología, Georg Klaus propugnaba el desarrollo de su filosofía, el materialismo dialéctico, tratando de elevarla hasta el nivel de las ciencias naturales y sociales del siglo XX. En un aporte importante para este objetivo se constituyó el Diccionario Filosófico iniciado por él y publicado en conjunto con Manfred Buhr, que fue valorado también más allá de las fronteras de la RDA. Un papel similar fue desempeñado por el Diccionario de Cibernética en los países de habla alemana.

## Ajedrez
En 1928, Klaus ingresó en el Club Obrero de Ajedrez de Núremberg (Arbeiterschachklub Nürnberg). Fue redactor responsable de la sección de ajedrez del diario Fränkische Tagespost. Después de la disolución forzoza del Club Obrero de Ajedrez se hizo socio del club de ajedrez burgués Noris Nürnberg, con el que ganó el campeonato por equipos de la región de Franconia.
En 1942, Klaus se ubica sorpresivamente en el segundo lugar del torneo de Ratisbona, clasificatorio para el Campeonato de la Gran Alemania en Bad Oeynhausen, donde compartió el segundo puesto tras Ludwig Rellstab. En 1943 obtuvo el cuarto lugar en el 4.º Torneo de Ajedrez del Gobierno General en Krynica-Zdrój y consiguió derrotar en su encuentro individual a Yefim Bogoliubov, antiguo aspirante al campeonato del mundo de ajedrez.
En el período 1953/54, Klaus fue Presidente de la Federación de Ajedrez de la RDA.
En 1953, hizo tablas como jugador reserva en un match entre la RDA y Bulgaria disputado en Sofía.
Existen relaciones entre su interés por el ajedrez y sus trabajos filosóficos. Así por ejemplo calificó al antiguo campeón mundial Emanuel Lasker como precursor de la teoría de juegos.

## Obras (selección)
- Klaus, Georg (1948). Die erkenntnistheoretische Isomorphierelation [La relación de isomorfismo en la epistemología] (en alemán) (tesis doctoral).
- —; Porst, Peter (1949). Atomkraft – Atomkrieg? [¿Energía atómica – guerra atómica?] (en alemán) (4ª edición, 1ª hasta 1950). Berlín: Verlag Kultur und Fortschritt.
- — (1955). Vorwort zu: Kant, I.: Allgemeine Naturgeschichte und Theorie des Himmels [Prefacio para: Kant, I.: Historia general de la naturaleza y teoría del cielo]. Philosophische Bücherei (en alemán) 3. Berlín: Aufbau-Verlag. pp. 5-36.
- — (1955). Die Entdeckungen von Carl Friedrich Gauß auf dem Gebiet der Geometrie und ihre philosophische Bedeutung [Los descubrimientos de Carl Friedrich Gauß en el campo de la geometría y su significación filosófica]. Aufbau 11 (en alemán) 6. Berlín: Aufbau-Verlag. pp. 120-134.
- — (1955). Lucretius Carus [Lucrecio Caro]. Aufbau 11 (en alemán) 10. Berlín: Aufbau-Verlag. pp. 890-897.
- — (1957). Einleitung zu: Lukrez: Über die Natur der Dinge [Introducción a: Lucrecio: De la naturaleza de las cosas]. Philosophische Bücherei (en alemán) 12. Berlín: Aufbau-Verlag. pp. 5-21.
- — (1957). Vortrag über philosophische und gesellschaftliche Probleme der Kybernetik [Exposición acerca de problemas filosóficos y sociales de la cibernética] (en alemán).
- — (1957). Jesuiten, Gott, Materie – des Jesuitenpaters Wetter Revolte wider Vernunft und Wissenschaft [Jesuitas, Dios, Materia – la revuelta del padre jesuita Wetter en contra de la razón y la ciencia] (en alemán). Berlín: VEB Deutscher Verlag der Wissenschaften. ISBN 3898170438.
- — (1958). Einführung in die formale Logik [Introducción a la lógica formal] (en alemán) (2ª edición, 1959). Berlín: VEB Deutscher Verlag der Wissenschaften.
- — (1964). Moderne Logik. Abriss der formalen Logik [Lógica moderna. Compendio de lógica formal.] (en alemán) (7ª edición, 1973). Berlín: VEB Deutscher Verlag der Wissenschaften.
- — (1961). Kybernetik in philosophischer Sicht [La cibernética desde una perspectiva filosófica] (en alemán) (4ª edición, 1965). Berlín: Dietz.
- — (1961). Einleitung zu: Kant, I.: Die Frühschriften Immanuel Kants – ihre philosophiehistorische und wissenschaftsgeschichtliche Bedeutung [Introducción a: Kant, I.: La obra temprana de Immanuel Kant – su significación desde el punto de vista de la historia de la filosofía y de la ciencia]. I. Kant, Frühschriften [Obra temprana] (en alemán) 1. Berlín: Akademie Verlag. pp. VII-XCVII.
- —; Thiel, Rainer (1962). Über die Existenz kybernetischer Systeme in der Gesellschaft [Acerca de la existencia de sistemas cibernéticos en la sociedad]. Deutsche Zeitschrift für Philosophie (en alemán). 10, No. 1. Berlín: Akademie Verlag. pp. 22-57.
- — (1963). Semiotik und Erkenntnistheorie [Semiótica y teoría del conocimiento] (en alemán) (4ª edición, 1973). Berlín: VEB Deutscher Verlag der Wissenschaften.
- — (1964). Kybernetik und Gesellschaft [Cibernética y sociedad] (en alemán) (3ª edición, 1973). Berlín: VEB Deutscher Verlag der Wissenschaften.
- —; Buhr, Manfred (1964 ed.). Philosophische Wörterbuch [Diccionario filosófico] (en alemán). (2 tomos) (10ª edición, 1974). Leipzig: Bibliographisches Institut.
- — (1964). Die Macht des Wortes. Ein erkenntnistheoretisch-pragmatisches Traktat. [El poder de la palabra. Un tratado epistemológico-pragmático.] (en alemán) (6ª edición, 1972). Berlín: VEB Deutscher Verlag der Wissenschaften.
- — (1965). Spezielle Erkenntnistheorie. Prinzipien der wissenschaftlichen Theorienbildung. [Teoría especial del conocimiento. Principios de la formación de teorías científicas.] (en alemán) (2ª edición, 1966). Berlín: VEB Deutscher Verlag der Wissenschaften.
- —; Liebscher, Heinz (1966). Was ist, was soll Kybernetik? [¿Qué es y qué pretende la cibernética?] (en alemán) (9ª edición, 1974). Leipzig/Jena/Berlín: Urania.
- —; Schulze, Hans (1967). Sinn, Gesetz und Fortschritt in der Geschichte [Sentido, ley y progreso en la historia] (en alemán) (1ª edición). Berlín: Dietz.
- — (1968). Spieltheorie in philosophischer Sicht [La teoría de juegos desde un punto de vista filosófico] (en alemán) (1ª edición). Berlín: VEB Deutscher Verlag der Wissenschaften.
- — (1971). Sprache der Politik [El lenguaje de los políticos (Anagrama, 1979, ISBN 9788433914163)] (en alemán) (1ª edición). Berlín: VEB Deutscher Verlag der Wissenschaften.
- — (1966). Kybernetik und Erkenntnistheorie [Cibernética y teoría del conocimiento] (en alemán) (5ª edición, 1972). Berlín: VEB Deutscher Verlag der Wissenschaften.
- — (1973). Kybernetik, eine neue Universalphilosophie der Gesellschaft? [Cibernética: ¿una nueva filosofía general de la sociedad?]. Zur Kritik der Bürgerlichen Ideologie (en alemán) 27. Berlín, Fráncfort: Akademie Verlag, Verlag Marxistische Blätter.
- — (1974). Rationalität – Integration – Information. Entwicklungsgesetze der Wissenschaft in unserer Zeit. [Racionalidad – integración – información. Leyes del desarrollo de las ciencias en nuestros tiempos.]. Kritische Information (en alemán) 33. Berlín, Múnich: VEB Deutscher Verlag der Wissenschaften, Fink.
- —; Liebscher, Heinz (1974). Systeme – Informationen – Strategien [Sistemas – informaciones – estrategias] (en alemán). Berlín: VEB Verlag Technik.
- — (1977).  Manfred Buhr, ed. Philosophiehistorische Abhandlungen. Kopernikus – D‘ Alembert – Condillac –  Kant [Memorias de historia de la filosofía. Copernico – D‘Alembert – Condillac –  Kant] (en alemán). Berlín: Akademie Verlag.
- — (1978).  Heinz Liebscher, ed. Beiträge zu philosophischen Problemen der Einzelwissenschaften [Contribuciones a los problemas filosóficos de las ciencias individuales]. Schriften zur Philosophie und ihrer Geschichte (en alemán) 14. Berlín: Akademie Verlag.
- — (1968). Bemerkungen zum gegenwärtigen Stand der marxistischen Philosophie in der DDR und den Perspektiven ihrer weiteren Entwicklung [Observaciones acerca del estado actual de la filosofía en la RDA y las perspectivas de su desarrollo ulterior] (en alemán). (texto del legado, mencionado en Hans-Christoph Rauh, Peter Ruben Denkversuche: DDR-Philosophie in den 60er Jahren).